# 朱迥洪
瀋王朱迥洪（？—？），明朝第九代瀋王，裕王朱效鏞的嫡第一子。他在崇禎年間受封瀋世子，崇禎十二年（1639年）襲封瀋王，他在位五年。在崇禎十七年（1644年），李自成部下攻陷長治，朱迥洪被俘，然後不知所終。明瀋國滅亡。
| 前任： 父裕王朱效鏞 | 明瀋國國王 1639年－1644年 | 無 原因：大順朝廷撤除封國 |